# Намлинг (уезд)
Намлинг (тиб. རྣམ་གླིང་རྫོང, Вайли: rnam gling rdzong, кит. упр. 南木林县, пиньинь Nánmùlín xiàn) — уезд городского округа Шигадзе, Тибетского автономного района, в Китае.

## История
Уезд был создан в 1960 году.

## Климат
Климат засушливый, солнечно, резкий перепад температур между днем и ночью, значительные влажный и засушливый сезоны, средняя температура +10,4 °C. Годовое количество осадков 250—470 мм, безморозный период 95-125 дней.

## Административное деление
Уезд делится на 1 посёлок и 16 волостей:
- Посёлок Намлинг (南木林镇)
- Волость Цар (查尔乡)
- Волость Дагна(达那乡)
- Волость Дочой (多角乡)
- Волость Ема (艾玛乡)
- Волость Гьамцо (甲措乡)
- Волость Кардзе (卡孜乡)
- Волость Лхабупу (拉布普乡)
- Волость Мангра (芒热乡)
- Волость Нума (奴玛乡))
- Волость Путанг (普当乡)
- Волость Чагдзе (达孜乡)
- Волость Чум (秋木乡)
- Волость Ратанг (热当乡)
- Волость Ринду (仁堆乡)
- Волость Согчен (索金乡)
- Волость Тобгьай (土布加乡)